# Madeira Andebol SAD
Madeira Andebol SAD (deutsch: Madeira Handball SAD) ist ein portugiesischer Handballverein von der Insel Madeira.
Gegründet am 29. September 1998, ist der Verein der erfolgreichste portugiesische Handballverein der Frauen.
Die Frauen gewannen bis einschließlich 2021 15 mal die portugiesische Meisterschaft in der ersten Liga, der 1ª Divisão, und bei 21 Teilnahmen 19 mal die Taça de Portugal de Andebol Feminino, den portugiesischen Pokal. 20 mal gewannen sie die Supertaça.
Die Männer gewannen im Jahr 1999 unter Trainer Ljubomir Obradović die Taça de Portugal de Andebol Masculino, den portugiesischen Pokal, und im Jahr 2005 die Meisterschaft in der ersten portugiesischen Liga, der Andebol 1. Seit dem Jahr 2016 kooperieren sie mit CS Marítimo, einem anderen madeirischen Verein, und spielen unter dem Namen Maritimo da Madeira Andebol SAD.